# Konrad I. von Thun
Konrad I. von Thun (OSB) (* 12. Jahrhundert; † 13. oder 14. Mai 1234) war von 1213 bis 1233 der 16. Abt des Klosters Einsiedeln.

## Leben
Konrad I., der den Freiherren von Thun entstammte, war Bruder von Heinrich (1216 bis 1238 Bischof von Basel) und Burkard (1221 bis 1236 Herr von Unspunnen).
Die Schwyzer nutzten die unruhigen Zeiten aufgrund der Kämpfe zwischen Kaiser Otto IV. und Friedrich II. und starteten einen erneuten Vorstoss auf das Stiftsgebiet im Rahmen des Marchenstreits mit dem Kloster Einsiedeln.
Nach drei Jahren des Kleinkrieges stellten sich beide Parteien dem Landgrafen des Zürichgaus und versprachen, sich seiner Entscheidung zu fügen. Am 11. Juni 1217 wurde entschieden, dass den Schwyzern das hintere Sihltal sowie die Täler der Waag und Minster und das obere Alptal gehören soll. So verlor das Stift einen beachtlichen Teil seines aus kaiserlichen Schenkungen stammenden Landbesitzes.
Ein zweites Unglück traf das Kloster am 5. Mai 1226 in Form eines Brandes, doch konnte Abt Konrad I. das Stift noch im gleichen Jahr wiederherstellen.
Wie seine Vorgänger verzichtete Abt Konrad I. im Jahr 1233 auf sein Amt. Er starb im darauffolgenden Jahr.